# 피터 콘래드
피터 콘래드(Peter Conrad)는 미국의 사회학자이다. 질병과 건강의 사회학, 유전학의 사회학적 연구, 의료화 등 의료사회학 전반에 걸쳐 다양한 연구를 하였다.

## 같이 보기
- 의료화
- 건강믿음모형
- 건강행태